# Alcide Baccari
Alcide Baccari (Staranzano, 17 giugno 1937) è un ex calciatore italiano, di ruolo terzino.

## Carriera

### Club
Nativo della provincia di Trieste, esordisce nella prima squadra  dell'Udinese il 7 ottobre 1956 (Genoa-Udinese 1-1), all'età di 19 anni. Con i bianconeri conquista subito il campionato di Serie B e l'anno successivo fa il suo esordio in massima serie.
Nel 1958-1959 diventa titolare dei friulani ma a fine stagione viene ceduto al Bari. Rimane 7 stagioni in Puglia, di cui 3 giocate in Serie A, 3 in Serie B e l'ultima in Serie C. Nel 1966-1967 passa al Monfalcone con cui chiuderà la carriera disputando altri 5 campionati nella terza serie nazionale.

### Nazionale
L'8 novembre 1958 giocò il suo primo ed unico incontro nella Nazionale italiana Under-23.

## Statistiche
| Stagione          | Squadra           | Campionato        | Campionato | Campionato | Coppe nazionali | Coppe nazionali | Coppe nazionali | Coppe europee | Coppe europee | Coppe europee | Altre coppe | Altre coppe | Altre coppe | Totale | Totale |
| Stagione          | Squadra           | Camp              | Pres       | Reti       | Camp            | Pres            | Reti            | Camp          | Pres          | Reti          | Camp        | Pres        | Reti        | Pres   | Reti   |
| ----------------- | ----------------- | ----------------- | ---------- | ---------- | --------------- | --------------- | --------------- | ------------- | ------------- | ------------- | ----------- | ----------- | ----------- | ------ | ------ |
| 1955-1956         | Udinese           | B                 | 3          | 0          | -               | -               | -               | -             | -             | -             | -           | -           | -           | 3      | 0      |
| 1956-1957         | Udinese           | A                 | 7          | 0          | -               | -               | -               | -             | -             | -             | -           | -           | -           | 7      | 0      |
| 1957-1958         | Udinese           | A                 | 12         | 0          | CI              | 5               | 0               | -             | -             | -             | -           | -           | -           | 17     | 0      |
| 1958-1959         | Udinese           | A                 | 34         | 0          | CI              | 1               | 0               | -             | -             | -             | -           | -           | -           | 35     | 0      |
| Totale Udinese    | Totale Udinese    | Totale Udinese    | 56         | 0          |                 | 6               | 0               |               | -             | -             |             | -           | -           | 62     | 0      |
| 1959-1960         | Bari              | A                 | 21         | 0          | CI              | 2               | 0               | -             | -             | -             | -           | -           | -           | 23     | 0      |
| 1960-1961         | Bari              | A                 | 30+2       | 0+0        | CI              | 1               | 0               | -             | -             | -             | -           | -           | -           | 33     | 0      |
| 1961-1962         | Bari              | B                 | 35         | 0          | CI              | 1               | 0               | -             | -             | -             | -           | -           | -           | 36     | 0      |
| 1962-1963         | Bari              | B                 | 38         | 0          | CI              | 4               | 0               | -             | -             | -             | -           | -           | -           | 42     | 0      |
| 1963-1964         | Bari              | A                 | 28         | 1          | CI              | 0               | 0               | -             | -             | -             | -           | -           | -           | 28     | 1      |
| 1964-1965         | Bari              | B                 | 34         | 3          | CI              | 1               | 0               | -             | -             | -             | -           | -           | -           | 35     | 3      |
| 1965-1966         | Bari              | C                 | 6          | 0          | -               | -               | -               | -             | -             | -             | -           | -           | -           | 6      | 0      |
| Totale Bari       | Totale Bari       | Totale Bari       | 192+2      | 4          |                 | 9               | 0               |               | -             | -             |             | -           | -           | 203    | 4      |
| 1966-1967         | Monfalcone        | C                 | 34         | 3          | -               | -               | -               | -             | -             | -             |             | -           | -           | 34     | 3      |
| 1967-1968         | Monfalcone        | C                 | 33         | 4          | -               | -               | -               | -             | -             | -             |             | -           | -           | 33     | 4      |
| 1968-1969         | Monfalcone        | C                 | 35         | 3          | -               | -               | -               | -             | -             | -             |             | -           | -           | 35     | 3      |
| 1969-1970         | Monfalcone        | C                 | 18         | 1          | -               | -               | -               | -             | -             | -             |             | -           | -           | 18     | 1      |
| 1970-1971         | Monfalcone        | C                 | 23         | 0          | -               | -               | -               | -             | -             | -             |             | -           | -           | 23     | 0      |
| Totale Monfalcone | Totale Monfalcone | Totale Monfalcone | 143        | 11         |                 | -               | -               |               | -             | -             |             | -           | -           | 143    | 11     |
| Totale carriera   | Totale carriera   | Totale carriera   | 391+2      | 15+0       |                 | 15              | 0               |               | -             | -             |             | -           | -           | 408    | 15     |

## Palmarès

### Club

#### Competizioni nazionali
- Serie B: 1

Udinese: 1955-1956